# Neolamprologus
Neolamprologus Colombe & Allgayer, 1985 è un genere di pesci d'acqua dolce, appartenente alla famiglia Cichlidae, comprendente 50 specie.

## Distribuzione e habitat
Il genere Neolamprologus è endemico del lago Tanganica. Le varie specie abitano le coste rocciose e sabbiose del lago.

## Descrizione
Tutte le specie presentano un corpo piuttosto allungato, più o meno compresso ai fianchi, con lunga pinna dorsale e una pinna caudale che può essere a mezzaluna, a delta oppure tondeggiante. La livrea varia considerevolmente secondo la specie: alcune presentano un colore giallo uniforme (N. leleupi), altre un fondo avorio fasciato e macchiato di bruno, fino al rosato tenue, altre specie hanno grosse fasce brune o nere.

## Biologia

### Comportamento
Tutte le specie sono considerate estremamente territoriali ma non aggressive. Possono condividere habitat naturale e acquari con altre specie del genere o della famiglia Ciclidi, tuttavia non transigono sul rispetto del loro territorio.

### Riproduzione

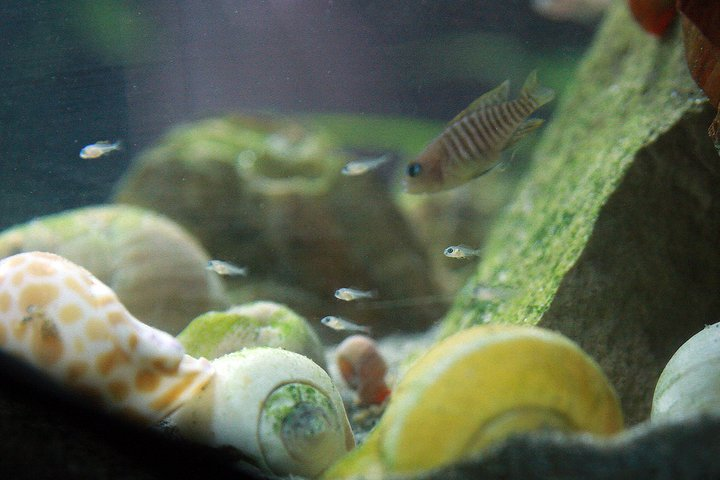
Femmina di Neolamprologus multifasciatus e avannotti

La riproduzione dei Neolamprologus è estremamente interessante. Questi pesci formano delle vere e proprie comunità familiari, che hanno inizio quando una coppia si riproduce in un nuovo territorio, tra gli anfratti rocciosi: dopo le prime cucciolate, saranno i figli maggiori ad aiutare i genitori nel difendere territorio e piccoli dell'ultima deposizione. Con il passare del tempo si forma così una comunità piuttosto numerosa: inoltre solo a pochissime coppie è consentita (se è consentita) la riproduzione, al di fuori della coppia dominante. I figli, ormai cresciuti, si dividono: alcuni rimangono nel nucleo famigliare, altri si allontanano cercando un/una partner con cui iniziare una nuova colonia.

### Alimentazione
Queste specie si nutrono di zooplancton, piccoli crostacei, alghe.

## Specie
- Neolamprologus bifasciatus
- Neolamprologus boulengeri
- Neolamprologus brevis
- Neolamprologus brichardi
- Neolamprologus buescheri
- Neolamprologus cancellatus
- Neolamprologus caudopunctatus
- Neolamprologus chitamwebwai
- Neolamprologus christyi
- Neolamprologus crassus
- Neolamprologus cylindricus
- Neolamprologus devosi
- Neolamprologus falcicula
- Neolamprologus fasciatus
- Neolamprologus furcifer
- Neolamprologus gracilis
- Neolamprologus hecqui
- Neolamprologus helianthus
- Neolamprologus leleupi
- Neolamprologus leloupi
- Neolamprologus longicaudatus
- Neolamprologus longior
- Neolamprologus marunguensis
- Neolamprologus meeli
- Neolamprologus modestus
- Neolamprologus mondabu
- Neolamprologus multifasciatus
- Neolamprologus mustax
- Neolamprologus niger
- Neolamprologus nigriventris
- Neolamprologus obscurus
- Neolamprologus olivaceous
- Neolamprologus pectoralis
- Neolamprologus petricola
- Neolamprologus pleuromaculatus
- Neolamprologus prochilus
- Neolamprologus pulcher
- Neolamprologus savoryi
- Neolamprologus schreyeni
- Neolamprologus sexfasciatus
- Neolamprologus similis
- Neolamprologus splendens
- Neolamprologus tetracanthus
- Neolamprologus timidus
- Neolamprologus toae
- Neolamprologus tretocephalus
- Neolamprologus variostigma
- Neolamprologus ventralis
- Neolamprologus walteri
- Neolamprologus wauthioni

## Acquariofilia
Sono molte le specie allevate e commerciate in tutto il mondo, sia per la loro prolificità che per il loro spiccato comportamento parentale, senza dimenticare la facilità di allevamento. Si consiglia l'allevamento in vasche dedicate.